# Ralph Bates (Schriftsteller)

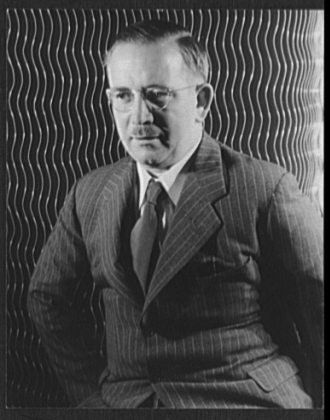
Ralph Bates (1938), Fotografie von Carl Van Vechten

Ralph Bates (* 3. November 1899 in Swindon, England; † 26. November 2000 in New York City, USA) war ein britischer Schriftsteller, Journalist und politischer Aktivist. Sein bekanntester Roman ist The Olive Field, der vom Leben und Kampf anarchistischer Arbeiter in den Olivenhainen Andalusiens und den Bergwerken Asturiens in der Zeit vor Ausbruch des Spanischen Bürgerkriegs im Jahr 1936 handelt. Der Roman erschien 1936 und erlebte mehrere Auflagen in Großbritannien und den USA. Noch bis in die 1960er Jahre wurde The Olive Field in englischsprachigen Literaturlexika zusammen mit André Malraux’ Die Hoffnung, Ernest Hemingways Wem die Stunde schlägt und George Orwells Mein Katalonien genannt.

## Biografie
Bates wurde 1899 im englischen Swindon geboren und arbeitete als Jugendlicher dort in der Werkstatt der Great Western Railway. 1917 wurde er zum Militär eingezogen und nahm in Frankreich am Ersten Weltkrieg teil.
Nach dem Krieg reiste er nach Frankreich, dann 1923 nach Spanien. Er arbeitete mit anarchistischen Arbeitern in Barcelona, zog über Land und lebte dabei von Gelegenheitsarbeiten und schrieb Kurzgeschichten, die er 1933 in dem Band Sierra veröffentlichte. Es folgte 1935 der Roman The Lean Men. Sein zweiter Roman The Olive Field kam fast zeitgleich mit dem Beginn des Spanischen Bürgerkriegs heraus, wurde von Buchkritikern positiv besprochen und stieß auf das Interesse der englischsprachigen politischen Aktivisten, die nach Spanien kamen, um in Milizen und den Internationalen Brigaden die spanische Republik gegen die Putschisten unter General Franco zu unterstützen. Für sie war The Olive Field eine Einführung in die politische Situation Spaniens und die Mentalität der spanischen Anarchisten und Revolutionäre.
Bates schloss sich den Internationalen Brigaden an und nahm an mehreren Schlachten teil. Im Auftrag der spanischen Regierung reiste er ab 1937 mehrmals nach Mexiko und in die USA, um auf Solidaritätsveranstaltungen als Redner aufzutreten und Geld für den Kauf von Waffen zu sammeln.
Schon während des Bürgerkriegs kamen ihm Zweifel an der Politik der Kommunisten. Aber erst nach dessen Ende, aus Anlass der Invasion der Roten Armee in Finnland im November 1939, sagte er sich mit einem Beitrag in der Zeitschrift The New Republic öffentlich vom Kommunismus los.
Nach dem Ende der Spanischen Republik lebte er einige Jahre in Mexiko, zog dann aber nach New York City, wo er an der New York University von 1947 bis zu seiner Pensionierung 1966 creative writing und englische Literatur unterrichtete. Vor dem Komitee für unamerikanische Umtriebe weigerte er sich auszusagen.
Im Juli 1996 nahm er in Berlin im Deutschen Historischen Museum an einer ihm gewidmeten Veranstaltung im Rahmen der Ausstellung Kunst und Macht im Europa der Diktatoren 1930 bis 1940 teil.
Er starb am 26. November 2000 im Alter von 101 Jahren in New York City. Seine Asche wurde auf der griechischen Insel Naxos, auf der er nach seiner Pensionierung die Sommer verbrachte, verstreut.

## Werke

### Romane
- 1935 – The Lean Men
- 1936 – The Olive Field
- 1937 – Rainbow Fish
- 1939 – The Undiscoverables
- 1941 – The Fields of Paradise
- 1950 – The Dolphin in the Wood

### Kurzgeschichten
- 1933 – Sierra
- 1939 – The Miraculous Horde and Other Stories (Jonathan Cape)(erweiterte US-Ausgabe als Sirocco and Other Stories)

### Essays, Reportagen
- 1936 – Compañero Sagasta burns a church; deutsch: Compañero Sagasta brennt eine Kirche ab. Comino-Verlag, Berlin 2016, ISBN 978-3-945831-09-0.

### Biographien
- 1934 – Franz Schubert (1934)